# Sterol-O-Acyltransferase
Sterol-O-Acyltransferase (auch: Acyl-CoA-Cholesterin-Acyltransferase) ist ein Enzym im Endoplasmatischen Retikulum von Tieren, das die Veresterung von Cholesterin und Fettsäuren zu Cholesterinestern katalysiert. Aus Acyl-CoA und Cholesterol wird dabei CoA und Cholesterolester. Diese Reaktion ist wichtig, um ein Zuviel von im Zytosol schwimmendem Cholesterin in eine unlösliche Speicherform umzuwandeln und so unerwünschte Effekte durch das freie Cholesterin zu vermeiden. Beim Menschen gibt es zwei Isoformen, die ACAT-1 und ACAT-2 abgekürzt werden. Besonders häufig wird ACAT-1 in Makrophagen und ACAT-2 im Bürstensaum gefunden.
Cholesterin gelangt unter anderem durch LDL-Partikel in die Zelle oder wird dort eigenständig synthetisiert. LDL wird in den Lysosomen hydrolysiert und Cholesterin, Fettsäuren und Aminosäuren freigesetzt. Cholesterin wird in die Zellmembran eingebaut, zu Hormonen oder Gallensäuren weiterverarbeitet oder durch ACAT wieder zu Cholesterinestern umgebaut und so in einer Speicherform abgelegt. Ansammlungen von Cholesterinestern in Makrophagen und glatter Muskulatur sind das erste Anzeichen für Atherosklerose.
Gehemmt werden kann das Enzym unter anderem durch den Arzneistoff Lecimibid.